# 128611 Paulnowak
128611 Paulnowak este o planetă minoră (asteroid) din centura de asteroizi. A fost descoperită pe 20 august 2004 la Catalina Station⁠(d) de Catalina Sky Survey. 
Obiectul prezintă o orbită caracterizată de o semiaxă mare de 2,6155412350931 UAi, o excentricitate de 0,26, o înclinație de 5,9 ° în raport cu ecliptica.